# Comité préparatoire à l'établissement de la région autonome du Tibet

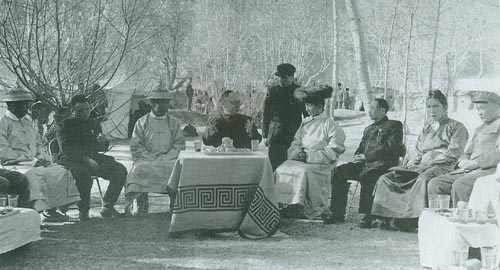
Chen Yi, Zhang Jingwu, Wang Feng et Ngabo Ngawang Jigme en avril 1956 à Lhassa, à l'époque de l'inauguration du comité préparatoire pour de la région autonome du Tibet

Le comité préparatoire à l'établissement de la région autonome du Tibet est créé le 22 avril 1956 par le gouvernement de la république populaire de Chine dans le but officiel de préparer l'instauration de la région autonome du Tibet.
Le 28 mars 1959, le gouvernement central de Chine annonce sa décision de dissoudre le gouvernement du Tibet et de le remplacer par le comité préparatoire à l’établissement de la région autonome du Tibet sous la direction du Parti communiste chinois.

## Histoire
Au cours de son séjour à Pékin en 1954, le 14e dalaï-lama apprend par Mao Zedong que le gouvernement chinois avait décidé d'instaurer un comité politique et militaire pour placer le Tibet sous l'autorité du gouvernement chinois, mais que cela ne semblait plus nécessaire à Mao, qui lui annonce la décision d'instituer un Comité préparatoire pour la région autonome du Tibet. Le Comité devait se composer de 51 membres, dont 15 du « gouvernement local du Tibet », 10 du Panchèn Khènpo Lija, 10 du « Comité de libération populaire de Chamdo », 11 des principaux monastères, obédiences religieuses, institutions publiques et personnalités, et 5 des fonctionnaires chinois en poste à Lhassa. Le dalaï-lama en serait président, le général Zhang Guohua et le panchen lama ses 2 vice-présidents, et Ngabo Ngawang Jigme son secrétaire-général.

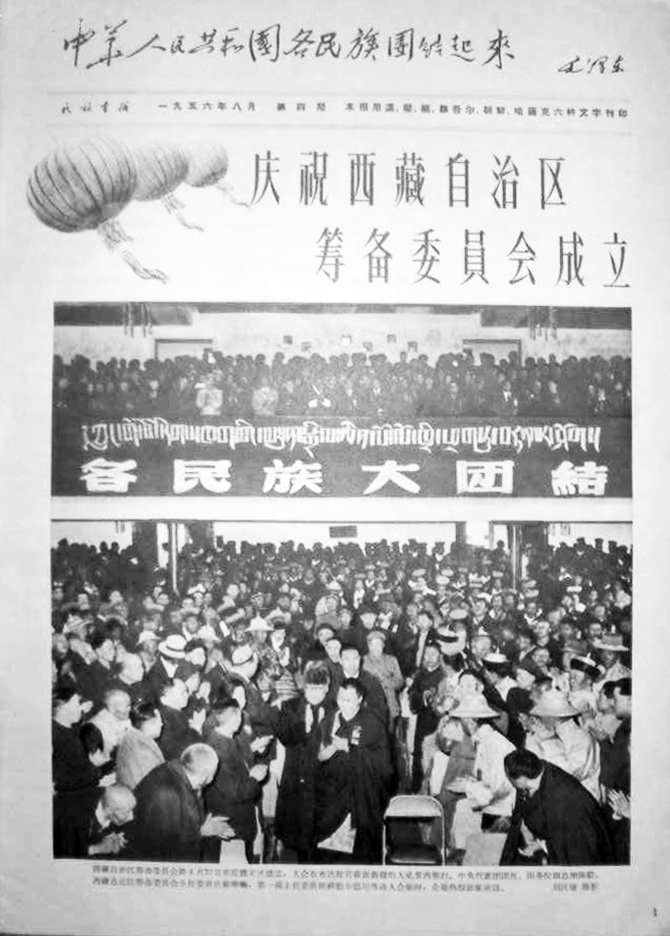
La réunion inaugurale du Comité préparatoire de la région autonome du Tibet, Chen Yi, le dalaï-lama, le panchen-lama sont entrés dans la salle

Le comité préparatoire est inauguré le 22 avril 1956 par le maréchal Chen Yi, vice-premier ministre, à la demande de Mao Zedong, Liu Shaoqi et Zhou Enlai, qui envoient un message de félicitation.
Le dalaï-lama, contre l'avis du Kashag avait tenu à accueillir Chen à son arrivée à Lhassa. Il pensait que ce comité permettrait aux fonctionnaires tibétains d'apprendre des Chinois l'administration gouvernementale moderne. Il s’avéra que le comité, plutôt que de protéger l'autonomie de la région et l'individualité tibétaine, allait servir à détruire son gouvernement, lui substituant un système apparemment légitime mais contrôlé directement par Pékin. Ainsi, 21 de ses membres représentaient le Comité de libération populaire de Chamdo et le Panchèn Khènpo Lija, 2 organisations créés par les Chinois, à qui les membres devaient leur position, et qui votaient en conséquence. Avec les 5 membres chinois, ils avaient la majorité. De plus, toute politique importante devait être décidée par une autre institution : le Comité du Parti communiste chinois au Tibet, dont aucun membre n'était tibétain.
Selon le dalaï-lama, les membres du comité avaient le droit de discuter de points mineurs, sans rien pouvoir changer. Ainsi, les séances étaient contrôlées, et des projets déjà décidés dans l'autre comité faisait l'objet de discussions inutiles et finalement votées. De plus, des décisions importantes du Comité préparatoire devaient être validées par le Conseil d'État pour être appliquées, donnant un pouvoir de veto à Pékin, en contradiction avec la constitution chinoise et avec l'autonomie régionale. Le dalaï-lama comprenait qu'il avait été nommé président pour donner une impression d'autorité tibétaine.
Juchen Thupten Namgyal participe à la première conférence du comité. Il y accuse les Chinois de brutalités inhumaines dans le Kham et demanda l'arrêt de l'agression militaire.
Le comité préparatoire est présidé par le 14e dalaï-lama. Le premier vice-président en est 10e panchen lama et il est animé par les deux généraux chinois Chang Ching-wu et Zhang Guohua, qui furent successivement secrétaires du parti communiste chinois au Tibet entre 1952 et 1965.
Il y avait deux vice-directeurs : Lhamon Yeshe Tsultrim, qui représentait le panchen-lama, et Zheng Jingpo, un autre représentant du gouvernement de Pékin.
Après le soulèvement tibétain de 1959 et le départ en exil du 14e dalaï-lama, le 10e panchen-lama se vit offrir la présidence du Comité préparatoire. Selon Bill Brugger, sous sa direction, le Comité préparatoire, devenu le nouveau gouvernement tibétain, abolit le travail forcé et la servitude individuelle le 28 mars 1959.
En 1962, le 10e panchen-lama adressa à Mao Zedong sa pétition en 70 000 caractères puis, en 1964, apporta son soutien au dalaî-lama. Il fut démis de la présidence du Comité et remplacé par Ngabo Ngawang Jigme en décembre 1964. Le gouvernement chinois aurait attendu jusqu'à cette même date avant de retirer officiellement son poste de président au dalaï-lama.
La région autonome du Tibet naît officiellement en septembre 1965.

## Les membres du comité
Président :
- le 14e dalaï-lama (avril 1956-mars 1959)[12].

Premier vice-président :
- le 10e panchen-lama.

Deuxième vice-président :
- le général Zhang Guohua.

Membres :
- le 14e dalaï-lama (avril 1956-mars 1959) et 15 membres désignés par le Kashag, dont
- le 10e panchen-lama,
- 9 membres du bureau du panchen-lama[13],
- Ngapo Ngawang Jigmé, nommé secrétaire général[13],
- Surkhang Wangchen Gelek
- Dogan Penjor Rabgye,
- Gyurme Sonam Topgyal,
- Lobsang Samten,
- Liushar Thubten Tharpa,
- Yuthok Tashi Dhondup,
- Sampho Tsewang Rigzin,
- Sonam Wangdu, démis le 28 mars 1959 à la suite de sa fuite en Inde en 1959[14].

Des religieux des quatre grandes écoles, dont
- le 16e karmapa (avril 1956 au 28 mars 1959),
- et le hiérarque des Nyingmapa[13].

11 sièges vont à des personnalités, dont
- l’ancien sileun Langdun, nommé en 1956[15],
- Sholkhang Thubten Nyima[13].

Le comité de Chamdo est représenté par 10 membres, dont
- Pandatsang Tobgyé,
- et Phuntsok Wangyal[13].

Cinq Chinois exercent un contrôle idéologique, dont
- le général Zhang Guohua, vice-président,
- Tan Guansan[13],
- Fan Ming,
- Mu Shengzhong,
- Wang Qimei.

Également :
- Dorje Tseten, nommé le 28 mars 1959.